# 开福区
开福区为湖南省长沙市市辖区，位于长沙城区中东部，成立于1996年7月10日。辖境北与望城区接壤，东与长沙县为邻，南部与芙蓉区和天心区为界，西面隔湘江与望城区和岳麓区相望。辖域总面积187.01公里2，行政驻地芙蓉北路街道芙蓉北路。土地区域总面积为188平方公里，其中建城区面积65为平方公里，耕地面积为3.307千公顷。

## 历史
开福区因境内开福寺得名。1996年，长沙区划调整后，开福区行政体制上继承原“长沙市北区”，辖原北区望麓园、伍家岭、新河、清水塘、北站路、黑石渡、民主东路、上大垅8个街道，原西区西长街、如意街、通泰街3个街道，原郊区福安乡和长沙县捞刀河镇及望城县霞凝乡（今新港镇）。

## 人口
根据湖南省长沙市第七次全国人口普查公报显示：开福区常住人口为820790人，男性人口占比50.35%，女性人口占比49.65%，年龄结构中0-14岁占比15.34%，15-59岁占比68.92%，60岁以上占比15.75%，65岁以上占比10.8%。
全区常住总人口为567,373人（2010年人口普查），户籍人口48.8万人（2017年底），其中非农业人口44.69万人。

## 經濟
2010年，GDP总量393.39亿元（合58.11亿美元），人均GDP为52,515元（7,758美元）；社会消费品零售总额32,189亿元（合47.55亿美元）；城镇居民人均可支配收入23,309元（3,443美元）。

## 行政区划
开福区下辖16个街道办事处：
芙蓉北路街道、东风路街道、清水塘街道、望麓园街道、湘雅路街道、伍家岭街道、新河街道、通泰街街道、四方坪街道、洪山街道、浏阳河街道、月湖街道、秀峰街道、沙坪街道、捞刀河街道和青竹湖街道。